# كم أنغ يونغ
كم أُنغ يونغ (ولد في 8 مارس 1962) هو مهندس مدني كوري، وطفل عبقري سابق. وُضِع اسم كم أنغ يونغ في موسوعة غينيس للأرقام القياسية تحت قسم «أعلى نسبة ذكاء»، حيث حصل على نسبة 210. ألغت غينيس تصنيف «أعلى نسبة ذكاء» في سنة 1990 لأنها رأت أن الاختبارات المُجْرَاة ليست موثوقة بما فيه الكفاية لاختيار شخص واحد فقط ليحمل اللقب.